# Monasterio de San Pantaleón

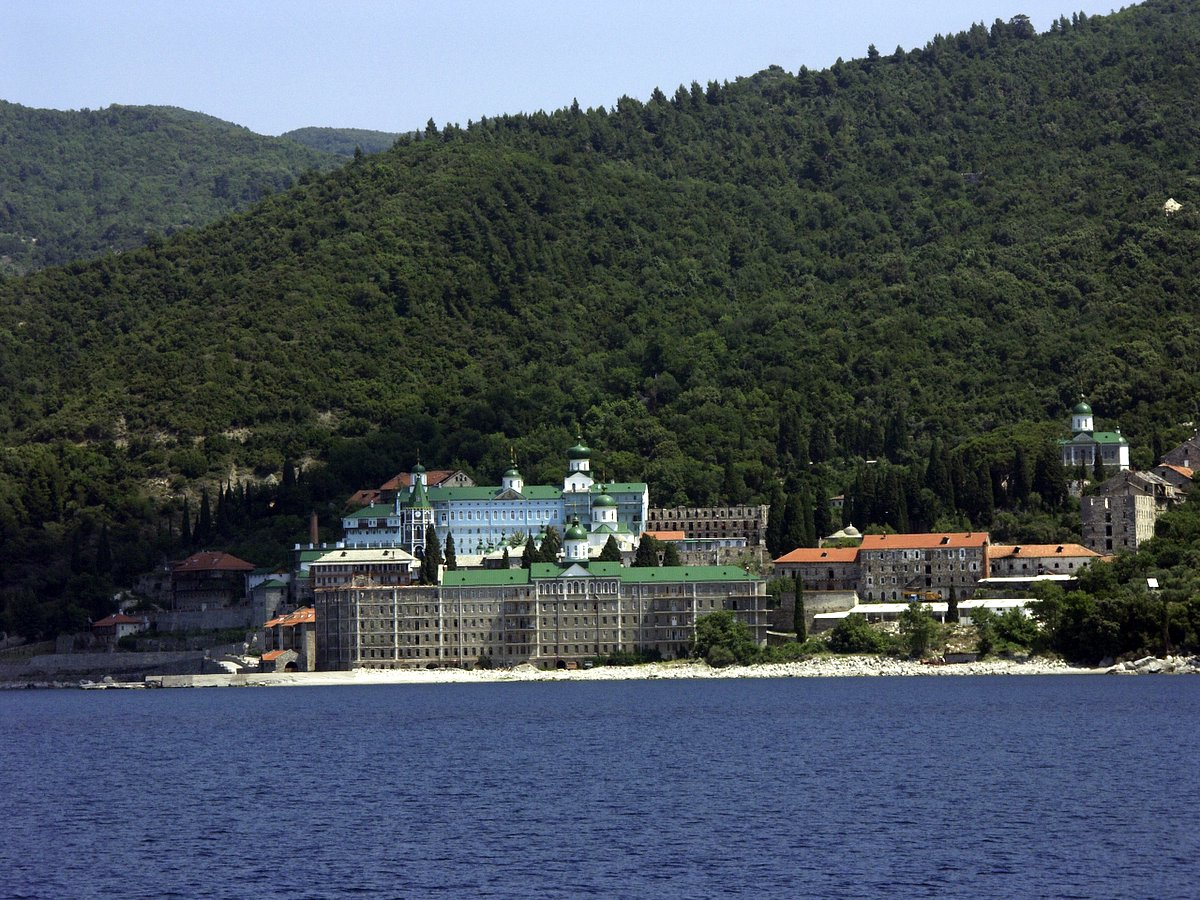
Monasterio de San Pantaleón en el Monte Athos.

El Monasterio de San Pantaleón (en griego: Άγιος Παντελεήμων, Aghios Panteleimōn, en ruso: Пантелеймонов, Panteleimonov, más conocido por su apelativo griego: Ρωσσικόν, Rossikón, "el de los rusos") es un monasterio ortodoxo del Monte Athos. Dedicado a San Pantaleón, es el penúltimo en la jerarquía que rige los 20 monasterios de la comunidad monástica del Monte Athos.
Está ubicado en el lado suroriental de la península y fue fundado en el siglo XI. Sufrió un incendio en el siglo XIII y para su reconstrucción contó con ayuda de Andrónico II Paleólogo y de gobernantes serbios. En el siglo XVIII se erigió el monasterio actual, que consta de varios edificios de diferentes alturas; el Katholikón, por otra parte, fue construido en el siglo XIX. Otro incendio en 1968 destruyó una de sus alas. 
Los monjes que lo habitan son ortodoxos rusos, aunque a lo largo de su historia también han vivido en él muchos monjes griegos. En 2016, contaba con setenta monjes rusos y ucranianos, un siglo atrás ascendían a más de 1000.
Su biblioteca, que está en un edificio separado del monasterio, alberga unos 25000 libros impresos, además de unos 1320 manuscritos griegos y 600 eslavos.